# Noviomagus Reginorum

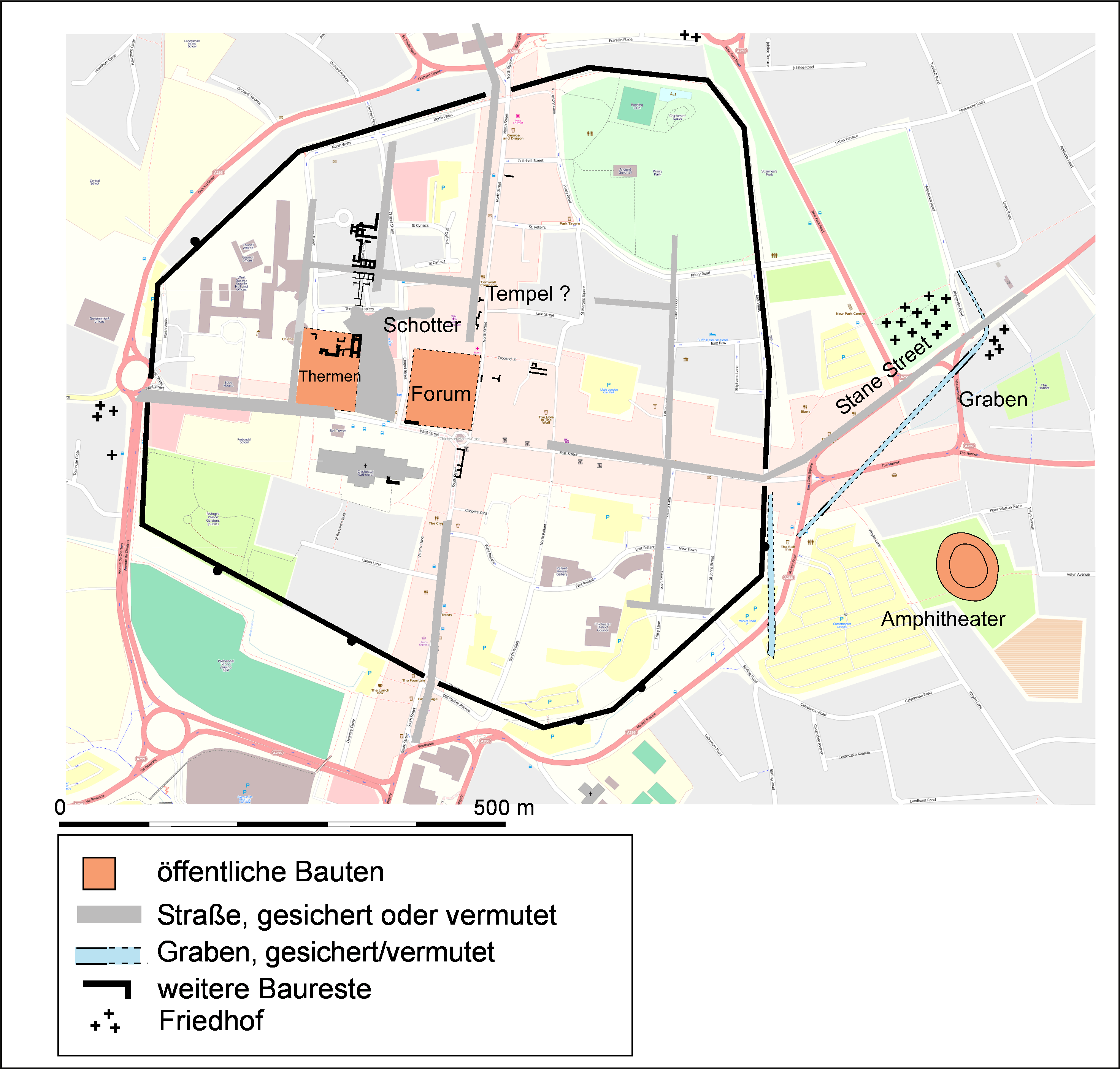
Carte archéologique de Noviomagus Reginorum.

Noviomagus Reginorum (également Noviomagus Regnorum) était une ville romaine de la province de Britannia, d'où est issue l'actuelle Chichester. Après la conquête romaine en 43 après J.-C., le lieu fut brièvement un camp militaire puis la résidence du roi vassal Tiberius Claudius Cogidubnus. Durant cette période, une expansion planifiée en une ville a eu lieu, et Noviomagus Reginorum est devenue la capitale, d'où Tiberius Claudius Cogidubnus a régné sur la tribu celtique des Regnenses (également appelée Regni). Les vestiges d'un forum, d'un amphithéâtre et de thermes monumentaux témoignent de cette fonction principale de la ville à l'époque romaine. Noviomagus Reginorum fut probablement abandonné au Ve siècle. La colonisation anglo-saxonne est attestée à partir du VIIe siècle. En raison du développement de Chichester, qui a commencé à cette époque et s'est poursuivi et a survécu tout au long du Moyen Âge, les fouilles n'ont jusqu'à présent été possibles qu'à une échelle très limitée, de sorte que peu d'informations concrètes sont connues sur la ville antique.

## Nom
La ville apparaît sous des noms légèrement différents dans les sources anciennes. Dans l'Itinéraire d'Antonin, il est simplement appelé Regno, et par l'Anonyme de Ravenne Noviomago Regentium. Claude Ptolémée (I, 15, 7 ; II, 3, 13) l'appelle Noiomagos (Νοιόμαγος ; à l'accusatif : Νοιόμαγον) et la décrit comme la ville (polis) des Regni. La signification du nom est incertaine. Noviomagus peut signifier le nouveau marché ou la nouvelle ville en celte. Regni peut dériver du latin Regnum (= royaume) et peut indiquer que les Regni faisaient autrefois partie d'un royaume vassal. Ce terme pourrait également remonter au mot celtique regini (= les fiers). Par conséquent, le nom de la ville peut signifier La Nouvelle Cité des Fiers ou La Nouvelle Cité du Peuple du Royaume.

## Situation

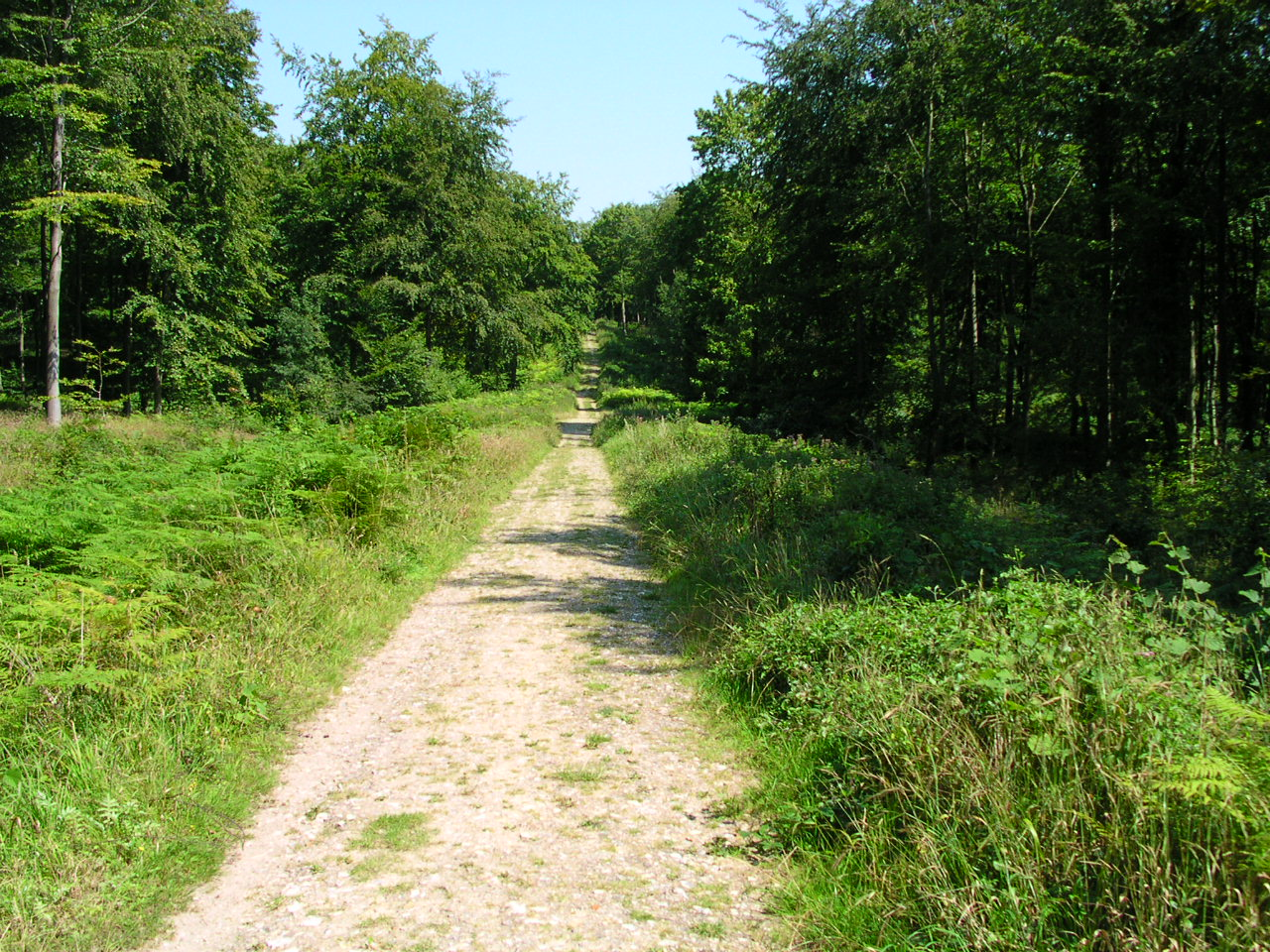
Stane Street, à environ 8 km au nord-est de Noviomagus Reginorum.

Noviomagus Reginorum est situé dans ce qui est aujourd'hui le West Sussex, à l'extrême sud de l'Angleterre, sur le Lavant, un ruisseau qui, cependant, est à sec en été. Elle vient du nord et coule vers l'ouest au sud de la ville, l'alimentant en eau, mais il y avait aussi de nombreux puits dans la ville. Noviomagus Reginorum se trouve dans une plaine à une dizaine de kilomètres de la Manche. Le sol y est constitué d'un mélange d'argile et de gravier. À deux kilomètres au sud-ouest de la ville se trouve une baie qui est aujourd'hui fortement ensablée et qui a formé un marais. Il se peut qu'il y ait eu un port ici dans l'Antiquité. Le palais romain de Fishbourne se trouve également ici. Au nord se trouvent les South Downs, un paysage vallonné qui est également intensivement utilisé pour l'agriculture.
La ville était le point final de quatre routes. Au nord, une route menait à Calleva Atrebatum (Silchester), la capitale des Atrébates. À l'est, Stane Street reliait Noviomagus Reginorum à la capitale provinciale Londinium (Londres). Stane Street était l’une des rues les plus importantes de Grande-Bretagne ; son parcours est désormais bien documenté. Au sud, une route menait à Selsey, qui était probablement une importante ville balnéaire, mais peu de ses vestiges romains subsistent, car les vestiges antiques ont été submergés par l'érosion progressive de la côte. À l'ouest, la route menait à Clausentum (Bitterne), un port important à l'époque. Le tracé des deux dernières routes n’a guère été étudié jusqu’à présent.
En tant que capitale d'une civitas, Noviomagus Reginorum était le centre administratif et probablement aussi économique de la région. La civitas comprenait probablement de grandes parties du Sussex actuel et peut-être la partie orientale du Hampshire. Au nord se trouvaient les Atrébates du Nord avec leur ville principale Calleva Atrebatum. À l'ouest se trouvait Venta Belgarum (Winchester), qui était la ville principale des Belges (les Atrébates étaient une sous-tribu des Belges), dont la civitas comprenait le reste du Hampshire et des parties du Wiltshire. Noviomagus Reginorum n'était pas situé au centre de la Civitas, mais loin à l'ouest et relativement près de la mer. D'autres lieux importants étaient probablement Hassocks et Pulborough, qui ont peut-être également servi de centres locaux pour les autres parties de la civitas.
Dans les environs immédiats de la ville se trouvaient plusieurs villae rusticae, qui avaient probablement pour tâche, au moins en partie, d'approvisionner la ville en nourriture. À l'ouest de la ville se trouvait le palais de Fishbourne, qui était probablement à l'origine une résidence royale, mais à la fin du IIe siècle, il fut repris par d'autres propriétaires puis utilisé à des fins agricoles. À environ 5 kilomètres à l'ouest, à Bosham, il y avait une autre colonie et un temple ou un sanctuaire. Un temple plus grand se trouvait également sur l'île Hayling (Hampshire), à environ 15 kilomètres à l'ouest de la ville. À environ dix kilomètres au nord, il y avait deux villas dans la vallée de Chilgrove (Villa Rustica (Chilgrove 1), Villa Rustica (Chilgrove 2)) et une autre à Up Marden. À environ douze kilomètres au nord-est de Stane Street se trouvait la grande villa de Bignor, qui était certainement le siège d'une famille riche possédant de grands domaines. Cette villa fut agrandie principalement au IVe siècle et décorée de nombreuses mosaïques.

## Histoire

### La région à l'époque celtique
Dans le sud de la Grande-Bretagne vivaient au Ier siècle av. J.-C.. la tribu celtique des Atrébates. Leur premier dirigeant connu était Commius. Il était un allié de Caius Julius César et avait été nommé roi des Atrébates continentaux par lui, mais il se retourna contre lui et soutint par la suite la révolte gauloise sous Vercingétorix. La révolte fut écrasée et Commius s'enfuit en Bretagne, où il réussit à devenir le chef des Atrébates. Après sa mort, ses fils lui succédèrent. Tincommius devint son successeur direct, tandis qu'Epplus gagna le pouvoir dans le Kent. Après la mort de Tincommius, un autre fils de Commius, Verica, monta sur le trône. Il porte le titre rex (roi) sur ses pièces, ce qui indique qu'il était un vassal des Romains. Cependant, son territoire semble avoir été menacé par la tribu Catuvellauni, qui régnait au nord et repoussait Verica toujours plus au sud. Verica, dont le centre du pouvoir était Noviomagus Reginorum, demanda l'aide des Romains, qui y virent un prétexte bienvenu pour envahir la Bretagne (43 après J.-C.). Ils ont réussi à conquérir de grandes parties du pays.

### Début de la domination romaine
Le début de l’histoire effective de la ville est incertain. Cependant, il est étroitement lié aux événements survenus peu après la conquête de la Grande-Bretagne. Le sud et donc Noviomagus Reginorum furent les premiers à passer sous la domination romaine. Les fouilles dans la zone urbaine actuelle ont révélé des bâtiments en bois et des pièces de monnaie celtiques, notamment celles du roi celte Verica, qui suggèrent une colonie antérieure à l'âge du fer, mais ne le prouvent pas réellement. Au « Marché aux bestiaux », trois huttes rondes ont été découvertes, qui n'appartiennent probablement pas à une ancienne colonie, mais à une ferme de l'âge du fer. On peut supposer que la première colonie romaine était de nature militaire et remonte à l'époque peu après la conquête de la Grande-Bretagne. Des fouilles dans la partie nord-ouest de la ville ont mis au jour des bâtiments en bois ressemblant à des casernes. Les découvertes sont clairement de nature militaire ; Parmi eux se trouve une épée (Gladius) bien conservée du « type Mayence ». Ce camp peut être daté principalement grâce à la céramique. De nombreux tessons de terre sigillée ont été découverts. Les plus anciennes remontent au règne de l'empereur Auguste (30 av. J.-C. à 14 apr. J.-C.) et étaient considérées comme la preuve qu'il y avait une colonie celtique ici même avant le camp romain. Il est toutefois également possible que cette céramique ait simplement été utilisée pendant une période plus longue. D'autres poteries témoignent que le camp a été abandonné au plus tard en 44 ou 45 après J.-C.. À l'extérieur des anciens remparts de la ville, des tranchées ont été découvertes qui pourraient appartenir à ce camp militaire. La Legio II Augusta a peut-être été stationnée ici avant d'être transférée à Calleva Atrebatum (Silchester). La Legio II Augusta fut impliquée, avec deux autres, dans la conquête de la Bretagne. Des vestiges indiquant une présence militaire aussi ancienne ont également été découverts à proximité de Fishbourne. À Fishbourne, il y avait apparemment un port et des entrepôts qui approvisionnaient le camp de Noviomagus Reginorum. Ces deux endroits ont peut-être constitué l'une des nombreuses têtes de pont lors de la conquête de la Grande-Bretagne.
Après le retrait des troupes, le camp fut abandonné et des structures plus permanentes furent construites, toujours principalement en bois, bien qu'elles aient des fondations en silex. À cette époque, une poterie et un atelier de métallurgie fonctionnaient dans la ville. Une inscription plus longue datant de 58/60 après J.-C. provient soit d'un bâtiment public, soit de la base d'une statue. L'inscription a été retrouvée et copiée en 1740, mais elle est aujourd'hui perdue. Cependant, il documente les travaux de construction de ces années :
Neroni
Claudio Divi
[Claudi f(ilio) G]ermani[ci Caes]-
[aris n]epoti Ti(beri) [Caes(aris)]
[Aug(usti) p]ronepoti div[i Aug(usti)]
[ab]n(epoti) Caesari Aug(usto) [Germe(anico)]
[t]r(ibunicia) p(otestate) IV imp(eratori) IV co(n)s(uli) IV
s(enatus) c(onsulto) v(otum) m(erito)
Traduction : « Pour Néron Claude Auguste Germanicus, fils du divin Claude, petit-fils de Germanicus César, arrière-petit-fils de Tibère César Auguste, arrière-arrière-petit-fils du divin Auguste, quatre fois détenteur de la puissance tribunitienne, quatre fois empereur, quatre fois consul, par décret du Sénat. »

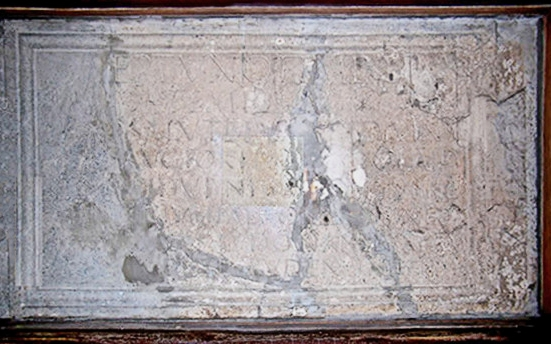
Inscription de Tibère Claudius Cogidubnus.

À cette époque, le sud de la Bretagne avait encore un statut particulier et était gouverné par un roi vassal. Noviomagus Reginorum était peut-être la capitale du roi vassal Tiberius Claudius Cogidubnus, le successeur présumé de Verica. Une inscription portant le nom de Tiberius Claudius Cogidubnus et mentionnant un temple dédié à Neptune et à Minerve a été trouvée dans la ville. Le souverain n'est autrement mentionné que par Tacite, selon lequel il connaissait les coutumes romaines dès son plus jeune âge et était toujours fidèle aux Romains. Un peu à l'ouest de la ville se trouvait un palais monumental (le palais romain de Fishbourne), qui pourrait avoir été la résidence de Cogidubnus. On ne sait pas combien de temps ce souverain a régné et quand il est mort.

### Noviomagus Reginorum comme banlieue d'une civitas
On sait très peu de choses sur les événements qui ont suivi la mort de Tiberius Claudius Cogidubnus. Apparemment, aucun successeur n'a été nommé, car les empereurs flaviens ont tenté d'éliminer les royaumes vassaux. C'est probablement à cette époque que la ville fut incorporée à l'administration régulière de l'Empire romain et devint la capitale de la Civitas des Regni, comme on appelait alors les Atrébates du sud. Si ce n'était pas déjà le cas auparavant, Noviomagus Reginorum reçut désormais un plan de ville avec des rues se croisant à angle droit et d'autres bâtiments publics. C'est probablement à cette époque que furent construits les thermes du centre-ville.
Les inscriptions du Ier siècle et les premières activités de construction dans la ville, en particulier si on les compare à d'autres villes britanniques, ont été considérées comme la preuve d'une romanisation rapide. Cependant, il n’existe pas beaucoup de preuves à ce sujet. Après tout, de magnifiques villas ont été construites dans le sud de la Grande-Bretagne à cette époque, ce qui indique une forte romanisation. Dans d’autres régions de Grande-Bretagne, de telles villas élaborées n’apparaissent souvent qu’au IVe siècle. La population de la ville est probablement originaire de Selsey, qui se trouve directement sur la côte, à environ dix kilomètres au sud de Noviomagus Reginorum et où l'on soupçonne l'existence d'un oppidum celtique.
De la fin du Ier au IIIe siècle, la Bretagne et l’ensemble de l’Empire romain connurent une période de paix. Noviomagus Reginorum a peut-être connu une certaine prospérité à cette époque. Au cours de ces années, d’autres bâtiments publics ont été construits. L'amphithéâtre date de la fin du Ier siècle. Les thermes ont été agrandis ou au moins rénovés. On ne sait pas exactement quand le forum a été construit. Le IIIe siècle fut cependant une période de guerres civiles et de guerres contre des ennemis extérieurs, ce qui conduisit au déclin économique de la ville. Aucun nouveau bâtiment public n'a été construit pendant cette période, mais les remparts de la ville n'ont probablement été agrandis qu'au cours de ce siècle. Des choses similaires sont attestées et documentées pour d’autres villes de Grande-Bretagne ; là aussi, les temps étaient turbulents et incertains. Autrement, rien de l’histoire de la ville ne peut être appris à partir des sources anciennes. Il est mentionné par certains géographes anciens. Les inscriptions de la ville qui pourraient fournir des indices supplémentaires sont rares.

### La fin de la ville romaine
Il existe peu d'informations sur la phase tardive de la ville romaine. Le IVe siècle fut marqué par des troubles en Grande-Bretagne. Les fouilles dans la zone urbaine montrent que la ville était pleinement fonctionnelle jusqu'au dernier quart du IVe siècle. Les thermes sont restés en activité. Des troncs d'arbres ont été trouvés dans une citerne qui, selon des études dendrochronologiques, ont été abattus après 370 après J.-C. et, par conséquent, les réparations dans la citerne datent de cette époque. Une maison fouillée a été considérablement agrandie.
Une lettre de l'empereur Flavius Honorius datant de l'an 410 a été transmise, ordonnant aux habitants de Bretagne de prendre eux-mêmes en charge la défense de leur pays. Au Ve siècle, les Anglo-Saxons envahirent le pays et déplacèrent la population romaine restante. Des batailles entre les Romains et les Anglo-Saxons nouvellement arrivés sont documentées dès le Ve siècle, mais Noviomagus Reginorum n'est pas mentionné dans les sources. La ville était à l'avant-garde des événements en raison de sa situation à proximité de la mer. Les dernières pièces de monnaie de la zone urbaine ont été frappées par Valentinien II (375–392 après J.-C.). Il n’y a que deux exceptions. Un solidus en or de l'empereur Valentinien III a été découvert, datant d'entre 425 et 455 après J.-C., mais n'a été retrouvé dans aucune fouille fiable. Il s'agit d'une copie wisigothique d'une pièce d'or, ce qui indique au moins une colonisation aussi tardive. Une pièce de monnaie d'Arcadius, datée de 408 après J.-C., a finalement été retrouvée dans la zone de la ville. Le lieu semble avoir continué à être habité au Ve siècle. Il n'existe aucune trace de cimetières anglo-saxons dans les environs de la ville. Cela pourrait être une indication que la ville a été capable de se défendre contre les nouveaux arrivants pendant une période plus longue. On observe des signes de lente dégradation dans les bâtiments résidentiels mis au jour dans la ville. De nouveaux murs en osier simple ont été construits dans une maison. Dans les deux bâtiments résidentiels les mieux fouillés, de simples cheminées ont été trouvées sur les sols de l'Opus Tessallatum. Cependant, il n’y a aucun signe d’une fin violente. Il n’existe cependant toujours aucune preuve d’une continuité de peuplement de l’Antiquité au Moyen Âge. La Chronique anglo-saxonne mentionne l'arrivée d'Ælle en 477 (probablement une erreur pour 457), qui dans les années suivantes conquit des parties du Sussex et donc probablement aussi Noviomagus Reginorum. Cependant, la ville n'est pas explicitement mentionnée dans les sources. Cela peut indiquer que ce n’était plus important à cette époque.
La ville fut probablement abandonnée vers la fin du Ve siècle. Il n'existe aucun objet datant du VIe siècle. Au VIIe siècle, les Saxons du sud de l'Angleterre furent christianisés par Wilfrid. La région était alors peuplée par les Saxons et des découvertes datant du VIIe siècle indiquent une nouvelle implantation dans la zone urbaine.

## Histoire des fouilles et des recherches
Chichester est aujourd'hui une petite ville avec un centre historique bien préservé. Les nouvelles maisons sont donc rarement construites, ce qui laisse peu de possibilités aux archéologues de procéder à des fouilles à grande échelle dans la ville. Les travaux de construction de routes constituent une exception, car ils permettent de couvrir des zones plus vastes. Cependant, des découvertes romaines individuelles ont été faites et continuent d'être faites. En 1723, l'inscription de Tiberius Claudius Cogidubnus a été découverte, qui a également immédiatement attiré l'attention car elle mentionne une personne historiquement bien connue. L'inscription est encore conservée aujourd'hui. En 1740, une inscription de l'époque de Néron a été découverte, qui n'est plus conservée aujourd'hui, mais a été conservée dans une copie. D'autres découvertes – notamment de bâtiments – réalisées aux XVIIIe et XIXe siècles ne sont souvent connues que sous forme de descriptions vagues. Par exemple, au XVIIIe siècle, une maison avec une mosaïque particulièrement grande (9,1 m²) a été découverte dans le jardin du palais épiscopal. Les premières fouilles systématiques ont été entreprises en 1934 par Gladys Maud White – future épouse de Grahame Clark – qui a tenté de localiser l'amphithéâtre de la ville et l'a trouvé. Cependant, ils n'ont pu effectuer que des fouilles très limitées, qui, bien que confirmant l'emplacement du bâtiment, laissent de nombreuses questions sans réponse.
En 1947, le Comité des fouilles de la Chichester Civic Society a été fondé. Sa tâche principale était de rechercher l'histoire ancienne de la ville et elle a été active jusqu'en 1979. En 1985, l'unité archéologique du district de Chichester a été créée pour superviser les fouilles dans la ville. En 1994, il a fusionné avec le York Archaeological Trust pour devenir Southern Archaeology. Cette organisation a cessé ses activités en 1998. En 1991, la Chichester & District Archaeology Society a été fondée, qui a depuis lors mené des fouilles dans la ville et ses environs.
John Holmes a examiné des parties des remparts de la ville en 1959 et a également écrit une petite monographie sur la ville romaine. De 1958 à 1986, Alec Down (1914–1995), dont l’œuvre de toute une vie a été l’exploration de la ville, a travaillé dans et autour de la ville. Au centre de la zone, des casernes ont été démolies entre Tower Street et Chapel Street entre 1962 et 1964. Cela a permis de capturer une plus grande partie de la ville antique. Deux bâtiments résidentiels et les thermes ont été fouillés. La couche la plus basse a révélé des bâtiments en bois provenant d'un camp militaire. Une zone piétonne a été créée dans le centre-ville dans les années 1970, ce qui a permis de nouvelles fouilles sous la surface de la rue. D'autres fouilles de sauvetage au Collège théologique et à l'est des anciens remparts de la ville ont permis de fouiller systématiquement des parties des faubourgs et, surtout, de plus grandes sections des cimetières. Alec Down a publié ses fouilles, qui comprennent également des découvertes médiévales et modernes, en plusieurs volumes. Il a également évalué les résultats plus anciens dans les publications.

## La ville

### Les immeubles résidentiels de la ville
La zone fortifiée de la ville avait une superficie d'environ 39 hectares. En raison du développement actuel de la zone urbaine, seuls quelques bâtiments sont mieux connus. Les parties de bâtiments exposées lors des travaux de construction modernes sont souvent très petites et offrent peu d’informations. Ces découvertes éparses montrent que les premiers bâtiments étaient majoritairement construits en bois. Ce n'est qu'au cours du IIe siècle que les bâtiments en pierre sont devenus plus courants. Par exemple, sous l'église St. Andrews à Church Lane, un mur romain et un sol avec opus tessellatum ont été découverts, datant probablement du IIe siècle. Des pierres de mosaïque détachées ont également été trouvées, indiquant qu'une maison de citoyens riches se trouvait ici. Au nord du centre-ville, les vestiges de deux bâtiments résidentiels ont été en grande partie fouillés. Les deux maisons ont été construites au IIe siècle et ont été utilisées jusqu'à la fin du IVe siècle. Le bâtiment du nord des deux avait une cour qui s'ouvrait sur la rue. Il a été reconstruit et agrandi plusieurs fois. Jusqu'au début du IVe siècle, c'était un bâtiment en bois. Vers le milieu du IVe siècle, le bâtiment fut agrandi en pierre. À la fin du IVe siècle, il comptait au moins quatre salles avec des sols en opus tessellatum. Durant cette période, elle a également reçu de nouvelles fondations plus solides, ce qui indique que la maison a probablement été reconstruite entièrement en pierre et qu'elle avait peut-être même un deuxième étage. En 2017 et 2018, les vestiges d'un grand immeuble résidentiel avec des installations de bains ont été découverts,.

### Mosaïques
Jusqu'à présent, sept vestiges de sols en mosaïque ont été découverts dans la zone urbaine, ce qui témoigne d'un niveau de vie élevé dans au moins certaines parties de la ville. Elles sont décorées exclusivement de motifs géométriques. Une mosaïque géométrique polychrome a été découverte sous la cathédrale médiévale de la ville, datant peut-être du IIe siècle, car des poteries du IIe siècle ont été découvertes sous la mosaïque. À proximité, un autre fragment de sol en mosaïque avec un motif de croix gammées a été découvert. Dans la zone des thermes, un fragment d'une mosaïque noire et blanche, datant probablement du Ier siècle, a été fouillé. La mosaïque est stylistiquement liée à celles du palais romain de Fishbourne et pourrait même avoir été créée par le même artisan. Deux autres mosaïques polychromes ont été retrouvées au centre de la ville et datent probablement des IIe et IVe siècles. Un autre fragment de mosaïque, très petit et présentant également un motif polychrome, provient d'une maison fouillée dans le centre-ville.

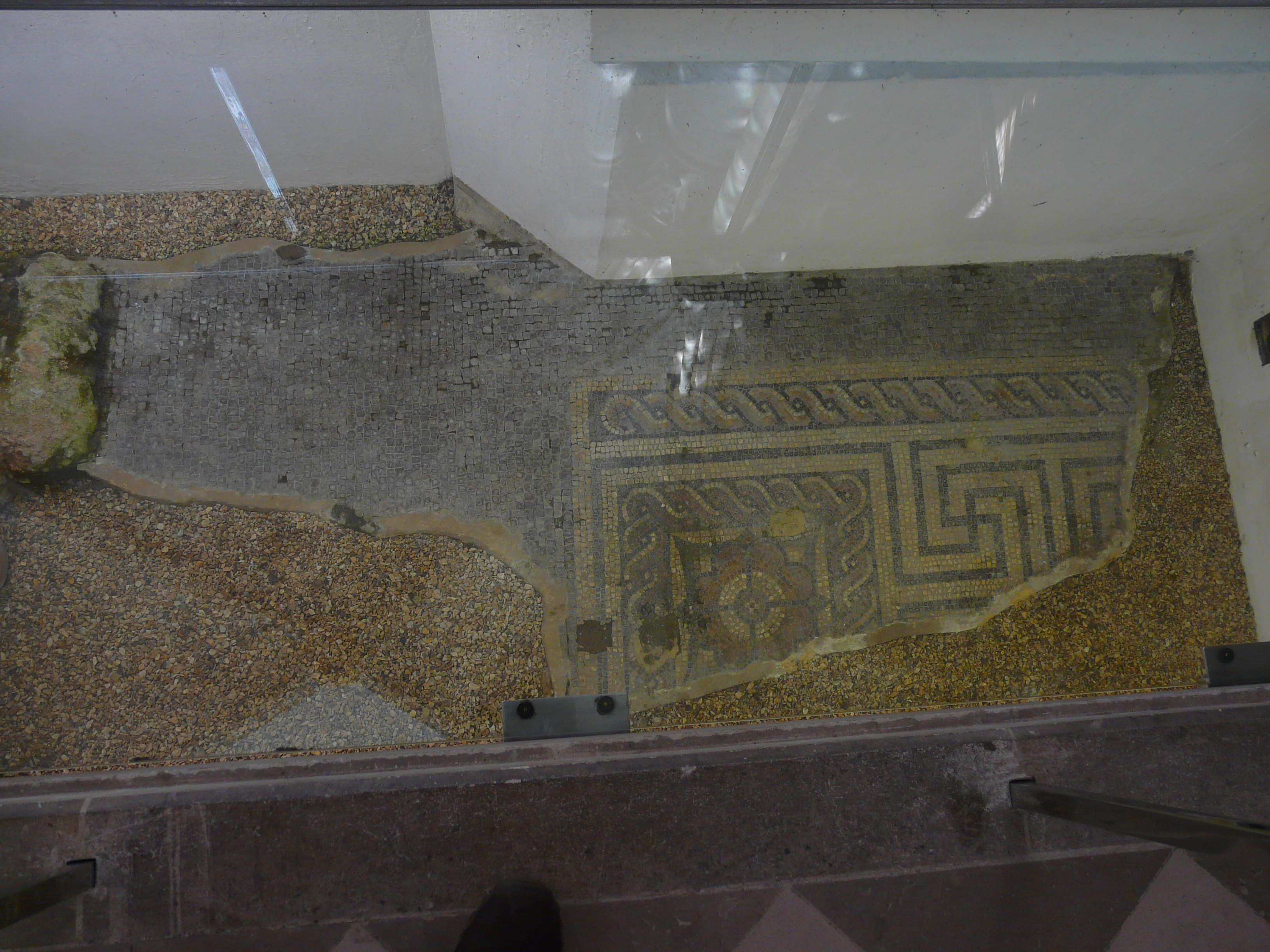
Fragment d'un sol en mosaïque retrouvé sous la cathédrale.
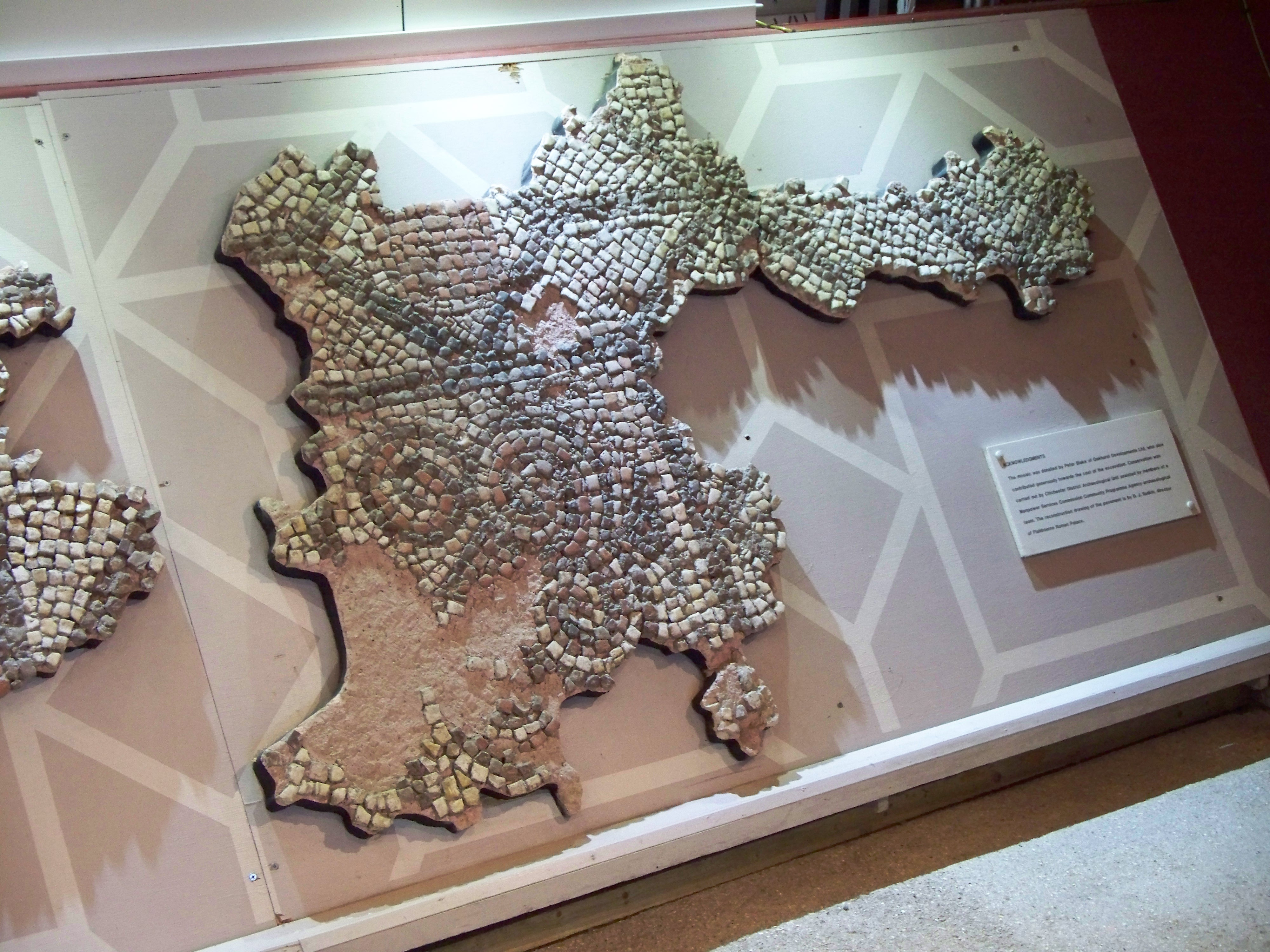
Fragment d'un sol en mosaïque provenant d'une maison au nord de la ville.

### Bâtiments publics

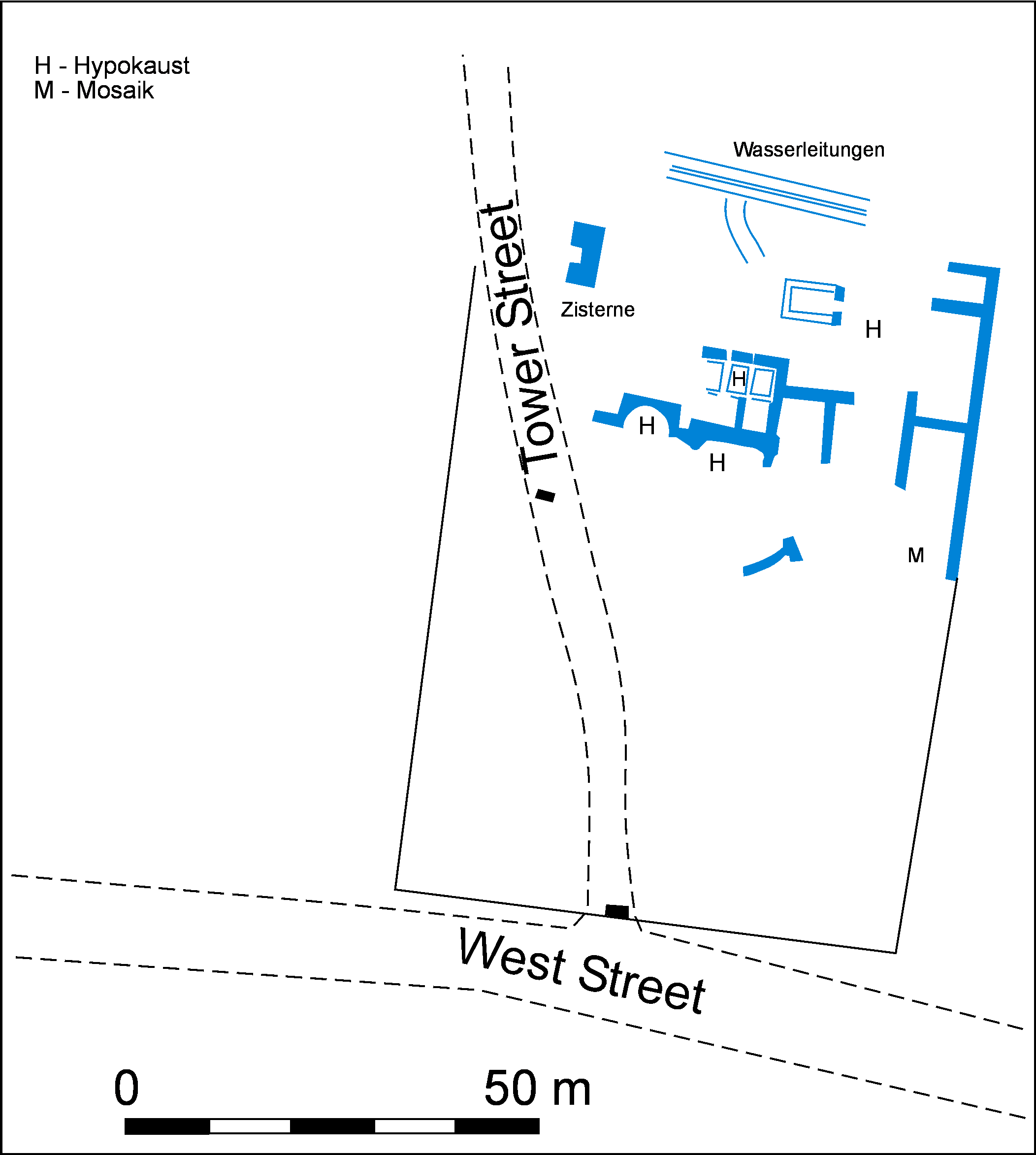
Vestiges des thermes, plan.

Le forum était probablement situé au centre de la ville. Ici, des parties d'un mur de fondation massif ont été découvertes, qui pourrait être un stylobate (une fondation à gradins). Il peut appartenir au forum ou à la basilique associée. Au centre de la ville, il y avait également une grande place constituée d'une couche de gravier qui nivelait les bâtiments plus anciens. La fonction est inconnue, mais la zone est trop grande pour être le forum.
Entre 1960 et 1962, des parties des thermes ont été fouillées dans la rue de la Tour, à l'ouest du forum, qui occupait probablement une insula entière au centre de la ville. Le complexe mesurait autrefois environ 65 × 80 mètres, mais les vestiges ont été gravement perturbés par des bâtiments médiévaux et modernes. Les salles de bains proprement dites se trouvaient au nord, tandis qu'une palestre (zone circulaire) se trouvait probablement dans la partie sud. Certains murs mesuraient jusqu’à 1,5 mètre de large. Plusieurs phases de construction sont visibles sur le bâtiment. Les preuves archéologiques montrent que les thermes ont probablement été construits à l'époque flavienne et agrandis au début du IIe siècle. Au cours de la période suivante, jusqu'à la fin du IVe siècle, le bâtiment fut remanié à plusieurs reprises. Les pièces elles-mêmes étaient richement décorées, avec des traces de murs enduits et peints, des panneaux de marbre coloré et quelques sols en mosaïque et en opus sectile. Une salle, datant du IVe siècle, comportait une abside, tandis que plusieurs salles avaient des hypocaustes. Au nord des thermes, des vestiges de conduites d'eau ont été découverts et à l'ouest, une citerne qui s'enfonçait profondément dans le sol et le niveau de la nappe phréatique. Une pompe, réparée à la fin du IVe siècle, amenait l'eau de là dans un bassin adjacent.
Les temples ne sont connus que par des inscriptions ou des composants individuels. L'inscription mentionnée ci-dessus de Tiberius Claudius Cogidubnus documente un temple dédié à Neptune et à Minerve. Des murs massifs ont été découverts près de l'inscription, qui pourrait provenir du temple. De plus, en 1934, une base de colonne portant une inscription dédicatoire du IIe siècle à Jupiter Optimus Maximus a été découverte dans West Street (à l'emplacement actuel du bureau de poste). Une troisième inscription est une dédicace d'un trésorier (arcarius) aux déesses mères de la patrie.
L'amphithéâtre se trouvait à l'extérieur des murs de la ville, à l'est. L'arène avait une forme elliptique et mesurait 56 mètres de long et 47 mètres de large. Il se trouvait à environ 1,2 mètre sous le niveau du sol contemporain. L'amphithéâtre a probablement été construit à la fin du Ier siècle, mais a peut-être été abandonné à la fin du IIe siècle. Cependant, seules de petites parties du théâtre ont été fouillées, de sorte que ces dates restent quelque peu incertaines.

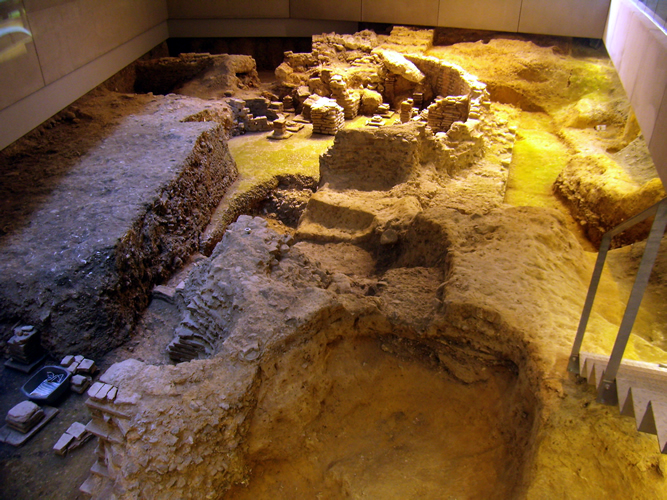
Ruines des thermes.
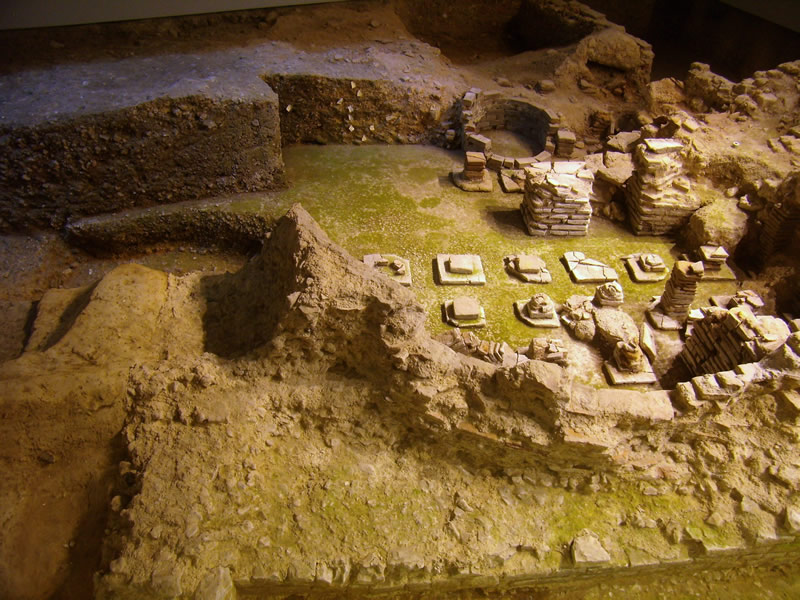
L'abside des thermes, avec hypocaustes.
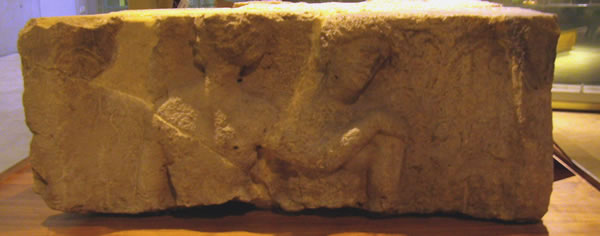
Fragment d'une base de colonne dans le temple avec inscription dédicatoire à Jupiter Optimus Maximus.
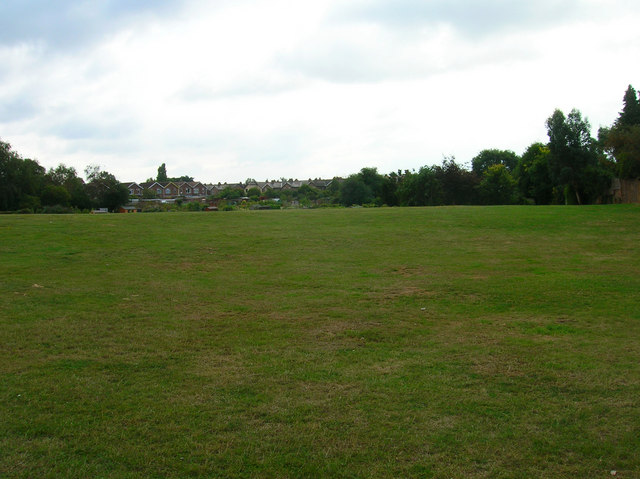
L'emplacement de l'amphithéâtre, que l'on peut encore voir aujourd'hui comme un léger creux dans une prairie.

### Mur de la ville

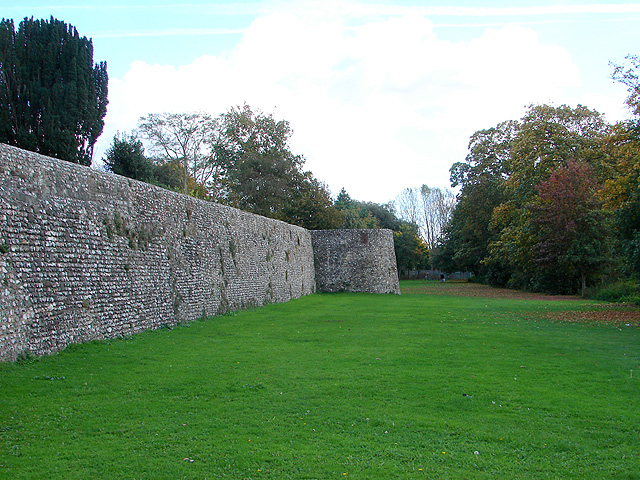
Les remparts de la ville de Chichester sont le résultat des remparts romains fortement modifiés au Moyen Âge.

La ville avait un mur d'enceinte de forme approximativement trapézoïdale. Il s'agissait d'un mur proprement dit avec un fossé et un remblai de terre à l'intérieur. La date de sa construction est incertaine. Dans d'autres villes britanniques, les remparts ont été étendus ou même construits au IIIe siècle, ce qui peut également être le cas ici, mais les fouilles ont révélé des fossés qui pourraient avoir appartenu à une structure défensive antérieure. Le mur plus récent était en silex et présente de nombreux signes de restauration dans les quelques endroits où il a été fouillé. À la base, il mesurait environ 2,4 mètres de large et à certains endroits, il atteint encore 2,4 mètres de haut. Il y avait plusieurs bastions qui appartiennent à une phase de construction ultérieure. L'enceinte de la ville est désormais complètement intégrée à celle médiévale. Le mur romain n'est donc plus visible aujourd'hui, tandis que le mur médiéval est encore bien conservé. Le mur avait probablement autrefois quatre portes, à peu près à l'emplacement des portes médiévales. Cependant, cela n'a pu être que partiellement confirmé par les fouilles. Certaines portes étaient encore debout au XVIIIe siècle et sont connues grâce à d'anciens dessins. Des parties de la porte sud ont été fouillées. Cependant, les vestiges sont trop petits pour permettre de tirer des conclusions fiables sur la construction. La porte actuelle était peut-être flanquée de deux salles de garde.

### Banlieue
La zone urbaine bâtie ne se limitait pas à la zone à l'intérieur des murs de la ville, mais il existe également des preuves de développement au-delà des murs. Il y avait des banlieues principalement au nord, à l'est et au sud. Les fouilles menées devant la porte est notamment ont révélé des bâtiments en bois datant du Ier au Ve siècle av. J.-C.. Il existe également des preuves de traitement du fer ici. Au nord, on trouve des traces de bâtiments en bois et en pierre datant du IVe siècle. À l'extérieur de la porte sud, il semble également y avoir eu un développement lâche de bâtiments en bois. Ici aussi, le terme « scories » désigne une forge.

### Artisanat et commerce

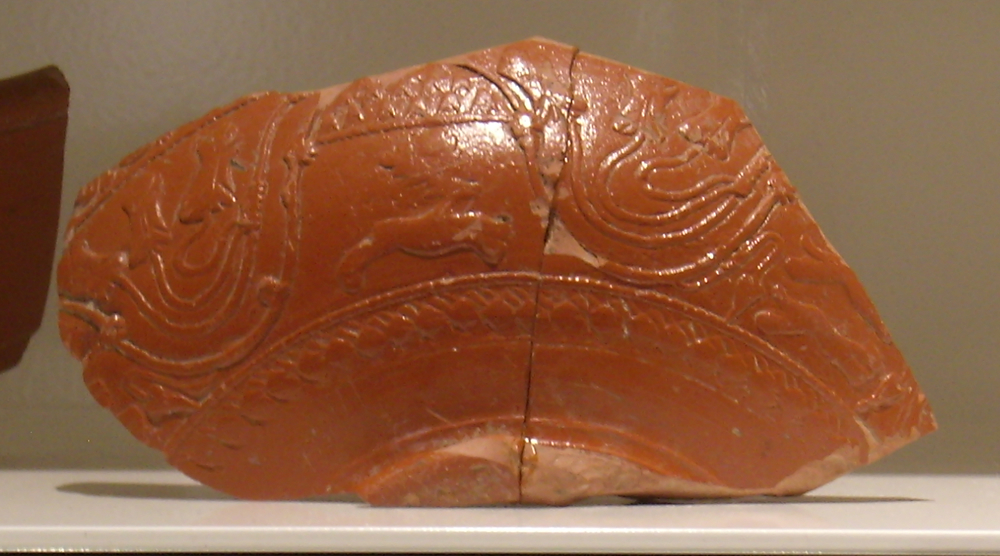
Fragment d'un bol Terra Sigillata de Noviomagus Reginorum.

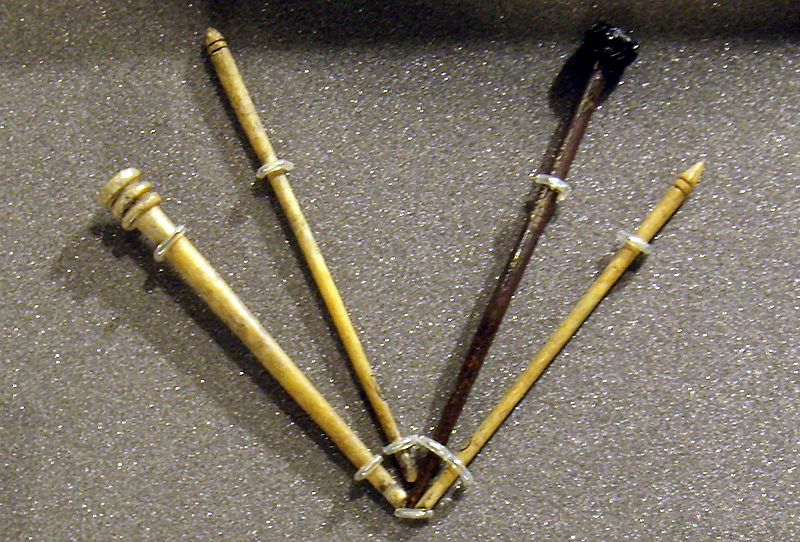
Épingles à cheveux, en partie en os et probablement issues d'ateliers locaux.

Noviomagus Reginorum était situé près de la mer et dans une région qui a été et continue d'être intensivement utilisée pour l'agriculture depuis l'Antiquité. En conséquence, les principaux produits de la région étaient probablement divers produits agricoles, du sel et du poisson. Ils étaient probablement produits non seulement pour la consommation locale, mais aussi pour l'exportation vers d'autres régions de Grande-Bretagne et de l'Empire romain. La découverte d'un émasculateur en fer (un appareil de castration) témoigne de l'élevage du bétail dans la ville. Toutes les autres industries, en revanche, semblent avoir couvert les besoins locaux de la ville et des environs. Des fouilles ont révélé l'existence d'un atelier de poterie dans la ville au Ier siècle, peu après le retrait militaire. Deux fours à céramique ont également été fouillés. Elles remontent au règne de l'empereur Néron. Les céramiques produites ici sont de haute qualité. A la même époque, un forgeron travaillait dans la ville, probablement spécialisé dans la bijouterie. Plusieurs centaines de petits creusets ont été découverts. Des traces de transformation du fer ont été trouvées notamment dans les banlieues. D’autres industries ne peuvent être développées que sans preuve directe de production dans la ville. Cela comprend avant tout la transformation des os en objets du quotidien, mais aussi l’industrie de la construction. Les tuiles étaient certainement utilisées à plus grande échelle.
Lors des fouilles menées dans la ville, de nombreux objets ont été découverts qui n'étaient certainement pas produits dans la ville et qui montrent que de nombreuses marchandises étaient importées dans la ville. Il s’agit souvent de produits de meilleure qualité. En particulier, de grandes quantités de terre sigillée ont été découvertes, des poteries de haute qualité qui étaient produites en Italie puis en Gaule et exportées vers d'autres parties de l'empire. Des amphores à vin italiennes sont documentées dans cette région dès l'époque pré-romaine et témoignent de l'importation de vin.

### Nécropoles

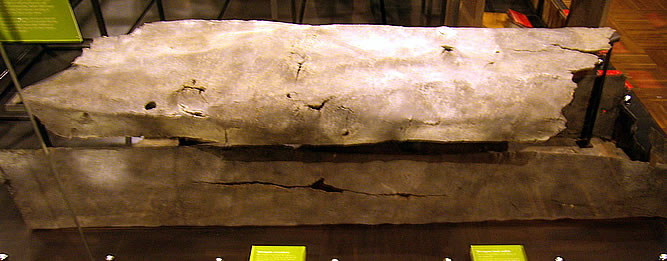
Cercueil en plomb.

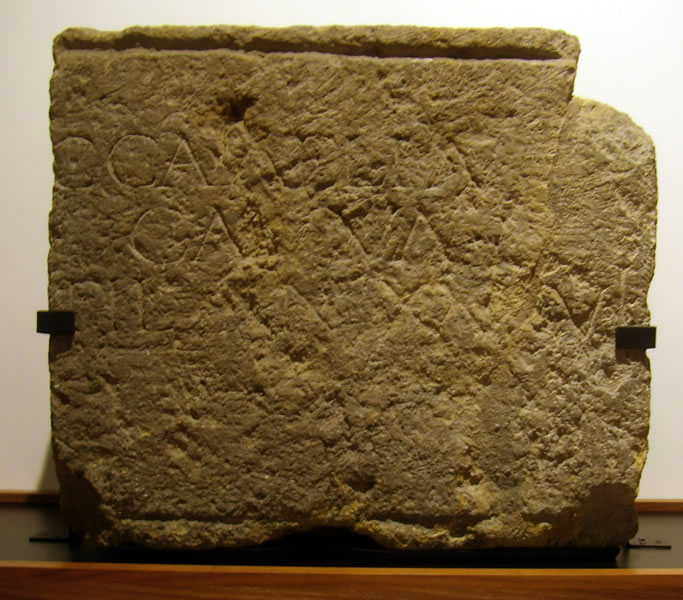
Pierre tombale.

Selon le droit romain, les enterrements n'étaient autorisés qu'en dehors d'une ville. Les cimetières fournissent donc une bonne indication de l’étendue d’une colonie. Les exceptions semblent avoir été l'enterrement des nouveau-nés, qui pouvait également être effectué dans la zone de peuplement. Par exemple, douze sépultures de nouveau-nés ont été découvertes près de la porte Est, à l'intérieur des remparts de la ville, dans un contexte d'habitat composé de bâtiments en bois. On a supposé qu’il s’agissait de victimes fondatrices. Quatre cimetières sont répertoriés. Deux d'entre eux se trouvent à l'extérieur de la porte Est (près de l'église Saint-Pancras et au sud de celle-ci), un autre au-delà de la porte Nord et un quatrième au-delà de la porte Ouest. Le cimetière de St. Pancras Street (qui longe le tracé de Stane Street) est le plus grand connu à ce jour. 326 sépultures ont été fouillées, mais l'ensemble du cimetière aurait pu autrefois contenir entre 9 500 et 10 000 sépultures. La plupart d'entre elles sont des tombes à urnes, seules neuf sépultures de corps sont documentées. La majorité des sépultures ne comportaient aucun mobilier funéraire. Une seule urne contenant les cendres a été retrouvée. Les autres sépultures contenaient au moins quelques objets funéraires. La plupart du temps, il s'agit de vaisselle. Les objets funéraires restants étaient pour la plupart des objets endommagés qui avaient été soit délibérément brisés pour être enterrés, soit délibérément sélectionnés comme objets qui n'étaient plus utilisables. Le cimetière a probablement été utilisé principalement du premier au début du IVe siècle. Environ une sépulture sur dix contenait des lampes comme objets funéraires, qui montrent souvent peu de signes d'utilisation et ont peut-être été achetées spécifiquement pour l'enterrement. Quatorze sépultures sont connues au cimetière de Saint-Pancras, situé un peu plus au sud. Il n'y avait que quelques objets funéraires. Des clous montrent qu'au moins certains des morts ont été enterrés dans des cercueils en bois. Le cimetière remonte probablement au IVe siècle. Le cimetière situé à l'extérieur de la porte ouest était probablement également utilisé principalement au IVe siècle. 59 sépultures ont été examinées, dont deux dans un cercueil en plomb. Ce cimetière est situé sur une zone où se trouvaient auparavant des bâtiments résidentiels, mais qui ont été abandonnés à un certain moment. Seules trois pierres tombales inscrites sont connues, dont deux ont été trouvées près de la porte sud et ont peut-être été réutilisées ici. L'un porte l'inscription :
[ ]cca Aelia
[–––] Cavua
[–––] fil(ia) an(norum) XXXVI
qui peut éventuellement être (complété) et traduit par :
« Boudicca Aelia de la tribu Cauvan, fille de …, 36 ans »
L'inscription sur une deuxième pierre tombale se lit comme suit :
Catia
Censeur[a –––]
an(norum) XXIII[–––]
« Catia Censorina…, 23 ans »
Une troisième pierre tombale est perdue aujourd'hui : 
[D(est)] M(anibus)
[–––]nus At-
[–––]arius
[vix(it) an(nos)] LXXXV
« Aux dieux des morts. ...nus At...arius, vécut jusqu'à 85 ans. »

## Vestiges visibles dans la ville d'aujourd'hui
Peu de vestiges antiques ont été préservés dans le paysage urbain actuel. L'amphithéâtre forme un creux dans un petit parc. L'endroit est indiqué. L'inscription de Tiberius Claudius Cogidubnus est incrustée dans la façade de la maison de réunion historique de North Street. Une section d'un sol en mosaïque a été découverte à côté de la cathédrale de Chichester en 1966, a été laissée en place et peut être vue à travers une vitre dans le sol. L'enceinte médiévale de la ville, encore bien conservée aujourd'hui, abrite un noyau romain. Cependant, les parties encore visibles datent toutes du Moyen Âge. Des vestiges des thermes peuvent être vus aujourd'hui au sous-sol du musée local, le Novium. Auparavant, ils étaient conservés comme monument archéologique sous un parking. Le musée est un nouveau bâtiment inauguré en 2012, œuvre du cabinet d'architectes Keith Williams, qui a également conçu l'Opéra de Wexford (Irlande) et l'Unicorn Theatre de Londres. L'histoire de ce musée remonte à 1831 et, à partir de 1962, il était installé dans un moulin à farine désaffecté de Little London. Ses fonds comprennent environ 150 000 objets exposés et collectionnés.

### Ouvrages généralistes
- Alec Down: Roman Chichester. Chichester 1988,  (ISBN 0-85033-435-7).
- David Rudling: Roman-Period Temples, Shrines and Religion in Sussex. In: David Rudling (Hrsg.): Ritual Landscapes of Roman South-East Britain. Oxford 2008,  (ISBN 978-1-905223-18-3), S. 95–137.
- John Wacher: The Towns of Roman Britain. Routledge, London/ New York 1997,  (ISBN 0-415-17041-9), S. 255–271.
- John Magilion: The defences of Roman Chichester. In: The archaeology of Roman towns. Studies in honour of John S. Wacher. Oxbow, Oxford 2003, S. 156–167.

### Rapports de fouilles
- Alec Down, M. Rule: Chichester Excavations 1. Oxford 1971.
- Alec Down: Chichester Excavations 2–6. Chichester 1974–1989.
- Alec Down, John Magilton: Chichester Excavations 8. Chichester 1993.